# Demodex brevis
Demodex brevis är en spindeldjursart som beskrevs av Akbulatova 1963. Demodex brevis ingår i släktet Demodex och familjen Demodecidae. Inga underarter finns listade i Catalogue of Life.